# Carrusel de la contratación
El escándalo del Carrusel de la contratación es un caso de corrupción política desarrollado en la ciudad de Bogotá (Colombia), llevado a cabo durante la administración del exalcalde Samuel Moreno Rojas, perteneciente al Polo Democrático Alternativo en el 2010. A mediados del año 2009 el entonces concejal Carlos Fernando Galán, denuncia en un debate en el concejo de Bogotá serias irregularidades en la contratación de las principales obras de la ciudad. Para esa fecha era claramente visible que las obras no se movían y para finales de ese año, en 2009, el Grupo Nule, principal contratista de las obras de Bogotá, hizo pública la noticia de que ese conglomerado se encontraba en serias dificultades financieras. A finales de ese mismo año 2009, la polémica estalló el 25 de junio de dicho año cuando salieron a la luz un pliego de denuncias, aportadas por el entonces senador Gustavo Petro, que evidenciaban la negociación de multimillonarias comisiones por parte de Germán Olano, excongresista de la República, al empresario Miguel Nule Velilla, cuya empresa, que llevaba su apellido, manejaba gran parte de los contratos de distintas obras públicas que se desarrollaban en la capital colombiana. La principal obra que se vio directamente afectada por dichas negociaciones irregulares fue la construcción de la tercera fase del sistema de transporte público TransMilenio, la cual presentó más de tres años de retraso.
En el tiempo inmediatamente posterior, distintas instituciones jurisdiccionales iniciaron investigaciones que se acrecentaron a tal punto que varios políticos, empresarios, dirigentes del Instituto de Desarrollo Urbano y hasta el mismo Alcalde de la ciudad se vieron involucrados. El Estado llegó a presentar un detrimento patrimonial cercano a 2,2 billones de pesos colombianos (unos 1.100 millones de dólares aproximadamente, a la tasa de 2011).
El escándalo es considerado como uno de los más grandes en la historia reciente de Colombia.

## Antecedentes
El setenta por ciento de la construcción de la tercera fase del sistema Transmilenio se adjudicó al Grupo Nule, un conglomerado de empresas encabezado por Guido Nule Marino y sus primos Manuel y Miguel Nule Velilla. Sin embargo, a finales de 2009 dicho grupo presentó graves problemas financieros, algunos de ellos originados por malos manejos administrativos. Como resultado, la primera evidencia de dichas dificultades se vio reflejada en el retraso de las obras que estaban a cargo del ya nombrado grupo.

## Desvío de fondos y "mafia" de los contratos

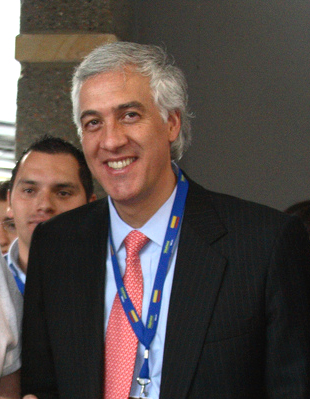
Samuel Moreno, exalcalde de Bogotá y figura política de mayor rango condenada hasta el momento por el Carrusel de la Contratación.

En enero de 2010 se descubrió que más de ochenta mil millones de pesos provenientes de anticipos de obras habían sido desviados a otros intereses de dicho conglomerado, algo que causó gran indignación dentro de la opinión pública. Como respuesta, el alcalde de la ciudad Samuel Moreno Rojas ordenó la cesión del contrato a las empresas Transvial y Conalvías:

«La cesión depende del grupo, pero la decisión sobre a quién se adjudique, depende de la aseguradora. Lo importante es que quien reciba la adjudicación tenga el conocimiento y el músculo financiero para ejecutar la obra [...] Este incidente en la etapa tres de Transmilenio no tiene nada que ver, ni va a retrasar el desarrollo del Sistema Integrado de Transporte Público, ni del Metro, porque mientras se ejecutan las obras de unos se está dando pasos significativos para la construcción de los otros, antes de finalizar mi mandato.»
Samuel Moreno, alcalde de Bogotá

Efectivamente, el 2 de febrero se llevó a cabo la cesión del contrato que estaba valorado en 315 mil millones de pesos colombianos y que abarcaba obras de mantenimiento vial por toda la ciudad.
El 20 de marzo del mismo año, el contratista Alejandro Botero denunció ante la Contraloría y la Fiscalía una serie de adjudicaciones de contratos irregulares encabezados por el empresario Julio Gómez, y el abogado Emilio Tapia. Según Botero, Gómez y Tapia lideraban una «mafia» que se estaba apoderando de los contratos de construcción en Bogotá valorizados en 289 mil millones de pesos. Asimismo, reveló los nexos de éstos con funcionarios del Instituto de Desarrollo Urbano -organismo encargado de la administración de obras públicas- y de Leonardo Echeverri, asesor de Samuel Moreno Rojas.
Para abril de 2010, era incierto el destino de las multimillonarias comisiones que había recibido el Grupo Nule para completar las obras que estaban a su cargo, cosa que indignó a la opinión pública. Adicionalmente y debido a los graves retrasos presentados en muchas de las obras del distrito, Liliana Pardo, directora del Instituto de Desarrollo Urbano renunció a su cargo.
|  | - Usted ha manifestado su preocupación por los sobrecostos en la Fase III de Transmilenio, ¿cuánto dinero es? M.A. Moralesrussi: Los datos se están revisando, pero lo que es claro es que se requieren $520.000 millones para terminar esas obras. Se trata de un hueco fiscal gigante que se le abre a las finanzas distritales. Declaraciones de Miguel Ángel Moralesrussi para El Espectador. |

El 26 de mayo, el contralor de la ciudad Miguel Ángel Moralesrussi —que más tarde se vería seriamente implicado— advirtió al Estado del «hueco fiscal» que se estaba generando en el distrito debido los sobre-costos acaecidos sobre las obras de TransMilenio. Según Moralesrussi, el sobrecosto superaba los 500 mil millones de pesos y reveló supuestas intenciones del senador Ivan Moreno Rojas -hermano de Samuel Moreno- de verse beneficiado con la construcción de la autopista Bogotá - Girardot, la cual también presentaba demora y que estaba a cargo del conglomerado Nule. Por tales declaraciones, Iván Moreno perdió el apoyo de su partido político, el Polo Democrático —incluyendo el de Clara López, futura presidenta del Polo Democrático y quien fuera Secretaria de Gobierno de la administración Moreno— y fue retenido por una orden de la Corte Suprema, que lo acusó de concusión, cohecho y celebración indebida de contratos. 
Apenas unos días antes de que estallara el escándalo, Alejandro Botero declaró que el ex-contralor Moralesrussi también pertenecía al «Cartel de la contratación». Según Botero, el contralor había negociado el beneficio del 2% de una comisión a cambio de acciones legales por los a favor de los contratistas del supuesto cartel; dicha comisión sería pagada a través de German Olano, congresista de la república. También argumentó que el contralor se reunió con Emilio Tapia y Julio Gómez en enero del mismo año para discutir dicha comisión, y para buscar la manera de ceder el contrato de la calle 26. Esta última declaración puso en serias dudas si la cesión de la obra a «Transvial» y «Conalvias» había sido transparente. Para el 16 de junio solo se hablaba de acusaciones vacías y no fundamentadas, y Moralesrussi negó haber negociado y aclaró no conocer a Tapia, ni a Gómez, e inició un proceso penal contra Alejandro Botero. Sin embargo, el 25 de junio, el contralor se quedó sin argumentos al resultar directamente implicado en la que hasta esa fecha, era la prueba más importante de la investigación.

## Las obras afectadas
Mientras se abría el escándalo de la contratación en Bogotá, el descomunal efecto negativo para el desarrollo de las obras públicas y la competitividad del país se hacía patente. 
- La Calle 26 que estaba siendo intervenida para adecuación al sistema TransMilenio presentaba un atraso del 80% a finales del 2012.
- Los planes de ejecución del Metro de Bogotá, bandera electoral del exalcalde Moreno y quien había anunciado el inicio de construcción para el año 2010,[20] se retrasaron casi indefinidamente. Y no sería hasta el 20 de octubre de 2020, con nuevos estudios, y ahora elevado, que las obras iniciarían.[21]
- La doble calzada Bogotá-Girardot, adjudicada al Grupo Nule y obra de importancia crucial para el país, cayó en una "parálisis absoluta."[22] Su construcción inició en 2004 y, producto de la parálisis, la obra fue finalmente terminada y entregada en abril de 2014, con 5 años de retraso frente a la fecha de entrega original proyectada para 2009.[22]
- Incumplimiento de unos 50 contratos de obras públicas por todos los rincones de Colombia, incluido el de la calle 26 de Bogotá, y 400 millones de dólares desaparecidos. El empresario Guido Alberto Nule, corresponsable del escándalo de estos incumplimientos, salió del país para establecerse en Italia, ya que no tenía requerimiento judicial en ese momento, el 14 de octubre de 2010.

## Investigación y pliegos de cargos iniciales
En noviembre de 2010, Miguel Nule declaró desde los Estados Unidos ante una comisión de la Procuraduría, la Fiscalía y la Contraloría que investigaban el carrusel en Bogotá. Entre tanto la Procuraduría abría pliego de cargos contra 18 funcionarios y exfuncionarios del Instituto de Desarrollo Urbano IDU por estos hechos, entre ellos Liliana Pardo, quien fue directora de la entidad cuando se adjudicaron los contratos al Grupo Nule.
A finales de abril de 2011, el senador Iván Moreno, hermano del alcalde mayor de Bogotá, fue detenido y acusado por la presunta comisión de los delitos de cohecho impropio, concusión y celebración indebida de contratos. 
Una semana después, el 3 de mayo, el alcalde Samuel Moreno fue suspendido de su cargo por el procurador general, Alejandro Ordóñez, quien consideró que el burgomaestre había incumplido su deber de vigilar los recursos públicos y el cumplimiento de los contratos. El 22 de junio la Fiscalía General de la Nación formuló un pliego de cargos contra el alcalde suspendido por cuatro delitos: prevaricato por omisión, concusión, contrato sin cumplimiento de requisitos legales esenciales y peculado por apropiación. El 25 y 29 de agosto el alcalde suspendido fue citado a audiencia, pero no asistió alegando no poseer abogado. Esta situación fue tomada por la Fiscalía como una estrategia para dilatar el proceso y evadir a la justicia. 
Ya el día 23 de septiembre el fiscal delegado ante la Corte Ricardo González pidió su detención por considerar que Moreno es un “peligroso para la sociedad”. El juez le dio la razón y ordenó su reclusión. La reclusión de Moreno lo convierte en el segundo alcalde de Bogotá en ir a prisión (el primero fue Juan Martín Caicedo Ferrer en 1992).

## Primeras condenas por el carrusel
En diciembre de 2011 Miguel, Manuel y su primo Guido Nule fueron condenados a siete años y medio de prisión por el delito de peculado por apropiación. El juez Ignacio Martínez condenó a los hermanos Manuel y Miguel Nule, y al primo de éstos, Guido Nule, a 89 meses de cárcel por peculado por apropiación, mientras que sobre Mauricio Galofre recayó una condena de 72 meses por el mismo delito.Para el juez Martínez, no hubo duda de que los miembros del llamado Grupo Nule incurrieron en actos de corrupción por sobornos y otras anomalías dentro de una serie de contratos con el Instituto de Desarrollo Urbano (IDU) y otras entidades. Otros delitos por los que están acusados los Nule son fraude procesal, falsedad en documento privado, concierto para delinquir y cohecho.
El segundo condenado por el carrusel de la contratación fue el exfuncionario del IDU Inocencio Meléndez, en agosto de 2011. Meléndez fue condenado a siete años y seis meses de prisión por los delitos de contrato sin cumplimiento de requisitos legales, prevaricato por omisión en calidad de coautor, prevaricato por acción en calidad de autor e interés indebido de contratos. Además de la condena en prisión, el exdirector técnico del Instituto de Desarrollo Urbano (IDU) deberá pagar 63 millones de pesos.

## Sucesos recientes
En noviembre de 2013, Manuel Nule afirmó durante interrogatorio de la Fiscalía que, para obtener el contrato de la calle 26, debían pagar $7,500 millones de pesos que serían repartidos entre Liliana Pardo, Inocencio Meléndez, Julio Gómez y Germán Olano.
En agosto de 2015, el exalcalde Samuel Moreno fue destituido e inhabilitado por 18 años por la Procuraduría. El mismo mes, la Procuradoría archivo las investigaciones contra 12 concejales de Bogotá. Esto generó revuelo en el país ante posibles irregularidades que llevaron al archivo, y la consecuente impunidad en la que quedarían individuos sospechosos de participar en el escándalo. Incluso, el jueves 20 de agosto fue radicada una petición ante la Procuraduría, solicitando la reversión de la decisión tomada por los procuradores delegados del caso. Esta petición fue radicada por María Mercedes Maldonado, candidata en las elecciones de 2015 a la Alcaldía de Bogotá.
Así mismo, Álvaro Cruz Vargas, gobernador de Cundinamarca, presentó su carta de renuncia el 11 de agosto de 2015, al recibir citación a imputación de cargos por parte de la Fiscalía General de la Nación, con relación a su presunta participación en este caso de corrupción.
El día 2 de octubre de 2020, el Juez 36 Penal del Circuito absolvió en primera instancia al exconcejal José Juan Rodríguez Rico. En la misma decisión ordenó investigar a Inocencio Meléndez, Emilio Tapia, Manuel Sánchez Castro y Héctor Julio Gómez, por el presunto delito de falso testimonio.

## Implicados
Esta es una lista en desarrollo de los implicados en el Carrusel de Contratación. La lista se sigue expandiendo, a medida que las investigaciones y testimonios han implicado a más involucrados en este caso de corrupción. La Fiscalía anunció que a diciembre de 2015, el escándalo deja un balance de 110 procesados, de los cuales 29 han sido condenados (11 funcionarios y 18 contratistas), y 40 están respondiendo en juicio.

### Alcalde
- Samuel Moreno, exalcalde de Bogotá por el Polo Democrático Alternativo, suspendido por la Procuraduría. Un juez ordenó su detención en un centro militar. En agosto de 2015, Moreno fue destituido e inhabilitado por 18 años por la Procuradoría.[25] Más investigaciones e imputaciones siguen sumándose en su contra. El 29 de marzo de 2016 fue condenado a 18 años de cárcel por su participación en el carrusel de la contratación.[34] El 25 de enero de 2017 se aumentó su condena a 24 años de cárcel.[35] Falleció el 10 de febrero de 2023 en el Hospital Militar Central de Bogotá.

### Senadores
- Iván Moreno, exsenador de la República, hermano de Samuel Moreno. Detenido por orden de la Corte Suprema, investigado por la Procuraduría y por el Consejo de Estado.

### Gobernadores
- Álvaro Cruz Vargas (Coalición Cundinamarca), exgobernador de Cundinamarca, quien renunció a su cargo en agosto de 2015 al recibir citación a imputación de cargos por parte de la Fiscalía General de la Nación.[29]

### Contratistas
- Miguel Nule, excontratista de Bogotá, detenido porque la Fiscalía le imputó cinco delitos dentro del escándalo del carrusel de la contratación.
- Manuel Nule, excontratista de Bogotá, detenido porque la Fiscalía le imputó cinco delitos dentro del escándalo del carrusel de la contratación.
- Guido Nule, excontratista de Bogotá, detenido porque la Fiscalía le imputó cinco delitos dentro del escándalo del carrusel de la contratación. Actualmente tiene el beneficio de casa por cárcel.
- Mauricio Galofre, socio de los primos Nule, detenido por orden de la Fiscalía General por la comisión de cinco posibles delitos.
- Julio Gómez, excontratista capturado y quien aceptó cargos ante la Fiscalía en 2013. Gómez fue condenado a 10 años de prisión, el 14 de julio de 2014, por delitos de peculado por apropiación, cohecho propio e interés indebido en la celebración de contratos.[36] Debe también pagar una multa de 4.000 salarios mínimos legales mensuales vigentes.
- Manuel Sánchez Castro, abogado y exconsul, en noviembre de 2013 negoció con la Fiscalía convertirse en testigo 'estrella' del proceso.[37]
- Emilio Tapia Aldana, ex-contratista y ex-funcionario del IDU de Bogotá, condenado inicialmente a 13 años de presión domiciliaria, y detenido por incumplir los pactos que tenía con la Fiscalía General de la Nación. Actualmente tratando de pedir solicitud por 'pena cumplida'.[38] La Fiscalía le ha detectado más de $41.000 millones de pesos en bienes ocultos. En agosto de 2015, Tapia Aldana fue condenado a 3 años adicionales de prisión por el delito de concierto para delinquir, el cual aceptó.[39]

### Concejales y Representantes a la Cámara
- Germán Olano (Partido de la U), ex representante a la Cámara, suspendido e inhabilitado por 12 años por la Procuraduría y detenido por orden de la Fiscalía.
- Hipólito Moreno (Partido de la U), expresidente del Concejo de Bogotá.[40][41]
- Andrés Camacho Casado (Partido de la U), exconcejal del Concejo de Bogotá.[42][43]
- Severo Correa (Partido del a U), miembro del Concejo de Bogotá.[44][45][46][47][48]
- Orlando Parada Díaz (Partido de la U), exconcejal investigado por la Fiscalía y acusado por Manuel Sánchez Castro, testigo 'estrella' de la Fiscalía[49][50][51] En diciembre de 2015, fue destituido e inhabilitado por 15 años por la Físcalia General de la Nación.[52]
- José Juan Rodríguez (Partido Verde), absuelto en primera instancia. Rodríguez fue acusado de incidir en la elección de Liliana Pardo Gaona como Directora del IDU y en la adjuciación de contratos de la Fase III de Transmilenio.[53] El 23 de enero de 2014, el juez 33 municipal concedió la libertad inmediata al exconcejal Rodríguez por vencimiento de términos.[54] El día 2 de octubre de 2020, el Juez 36 Penal del Circuito absolvió al exconcejal José Juan Rodríguez Rico. La decisión fue apelada por la Fiscalía. En la sentencia se ordenó investigar a cuatro de los principales testigos del carrusel de la contratación por el posible delito de falso testimonio.[55]
- Carlos Romero (Polo democrático), exconcejal, llamado a imputación por la Fiscalía en noviembre de 2013.[56] Romero fue exonerado en abril de 2015 en una 'polémica decisión' de la Fiscalía.[57]

### Funcionarios Públicos
- Miguel Ángel Moralerussi, excontralor de Bogotá, suspendido e inhabilitado por 20 años por la Procuraduría y detenido por orden de la Fiscalía.[58]
- Liliana Pardo, exdirectora del Instituto de Desarrollo Urbano (IDU), detenida en marzo de 2011 por la Fiscalía, por irregularidades en la contratación.[59] Pardo recuperó la libertad el 5 de agosto de 2011, cuando la Juez 29 de Garantías se la concedió por vencimiento de términos.[60] La Fiscalía citó a Pardo a una nueva audiencia de imputación y, tras cinco aplazamientos, ordenó su captura en julio de 2014. Sin embargo, Pardo fue dejada en libertad el 6 de septiembre de 2014 por decisión de la juez décima de Bogotá, argumentando irregularidades durante su detención.[61]
- Héctor Zambrano, exsecretario de Salud de Bogotá. Condenado en agosto de 2014 a 13 años de prisión por apropiarse del 9% del contrato de ambulancias de $67.000 millones de pesos.[62][63]
- Inocencio Meléndez, ex-funcionario del IDU, condenado en agosto de 2011 a 7 años y 6 meses de prisión.[23][64]
- Luis Eduardo Montenegro, ex-subdirector de Infraestructura del IDU. Condenado en marzo de 2014 a seis años de detención domiciliaria, por irregularidades que facilitaron contratos de Emilio Tapia.[65][66]
- Luz Zoraida Rozo. Condenada en enero de 2016, pero con arresto domiciliario al encontrarse culpable por haber obstruido y ocultado información a la Justicia en contra de su esposo Álvaro Cruz.[67]

### Apodos
Los miembros de este carrusel tenían apodos o alias para identificarse entre sí. Al exalcalde Samuel Moreno lo llamaban "La Doctora"; el exsenador Iván Moreno era llamado "El Jefe"; el contratista Emilio Tapia tenía el alias de "El Gordo"; el también contratista Julio Gómez, alias "Peluche"; al abogado Álvaro Dávila, lo apodaban "El Enano"; a Liliana Pardo le decían "La Mamá"; a Inocencio Meléndez, quien era funcionario del IDU, lo conocían por el alias de "Kunta Kinte"; y cuando se referían a los Moreno, eran designados como "La Casa".

### Otros Responsables
- Después de años de investigaciones no se ha podido demostrar ninguna relación de Enrique Peñalosa, Alcalde Mayor de Bogotá (1998-2000) - (2016-2019) con el cartel de la contratación, la responsabilidad de este hecho de corrupción recae completamente en Samuel Moreno y su equipo de gobierno en Bogotá. No obstante, en 2015 el representante a la cámara Germán Navas Talero afirma que "existen pruebas" de que Enrique Peñalosa fue quien trajo a los Nule en su primera administración, y recordó que la secretaria general en esa alcaldía fue la esposa de Álvaro Cruz.[69]